# Bad Company
Bad Company byla anglická blues rocková superskupina založená v Londýně roku 1973 Paulem Rodgersem a bubeníkem Simonem Kirkem (oba ex-Free), kytaristou Mickem Ralphsem (ex-Mott the Hoople) a baskytaristou Bozem Burrellem (ex-King Crimson). Kirke byl jediným členem, který zůstal po celou dobu existence kapely, zatímco on a Ralphs byli jedinými členy, kteří se objevili na každém studiovém albu. Peter Grant, který manažoval rockovou kapelu Led Zeppelin, také spravoval Bad Company až do roku 1982. Burrell zemřel v roce 2006, následován Ralphsem v roce 2025, čímž zůstali Kirke a Rodgers jedinými žijícími členy původní sestavy.
Bad Company v průběhu 70. let zažívali velký úspěch. Jejich první tři alba, Bad Company (1974), Straight Shooter (1975) a Run with the Pack (1976), se umístila v první pětce albových žebříčků jak ve Velké Británii, tak v USA. Mnoho jejich singlů a skladeb jako „Bad Company“, „Can't Get Enough“ (1974), „Feel Like Makin' Love“ (1975), „Shooting Star“ (1975), „Burnin' Sky“ (1977) a „Rock 'n' Roll Fantasy“ (1979) zůstává stálicemi klasického rockového rádia. Prodali 20 milionů alb certifikovaných RIAA v USA a 40 milionů celosvětově. Ačkoli se původně rozpadli v roce 1982, Bad Company se mnohokrát znovu sešli, aby nahrávali a koncertovali až do roku 2019. V roce 2023 Kirke oznámil, že jako kapela již nebudou pokračovat kvůli nedávným Rodgersovým zdravotním problémům.
Bad Company byli vybráni k uvedení do Rock and Roll Hall of Fame v roce 2025.

## Historie

### Éra Paula Rodgerse (1973–1982)
Zpěvák Paul Rodgers byl tak ovlivněn filmem Mizerná banda (orig. Bad Company) že si vybral jeho název pro svoji skupinu. Film byl údajně inspirací pro první stejnojmenné album skupiny a úspěšný singl.[zdroj?] Paul Rodgers to sám opakovaně popřel, inspirací byl doprovodný text u obrázku z knížky o viktoriánské morálce.
Debutové album Bad Company z roku 1974 bylo mezinárodním hitem jedné z prvních superskupin, které vznikly v 70. letech.
Paul Kossoff byl potěšen, když ho bývalí kolegové ze skupiny Free Paul Rodgers a Simon Kirke koncem roku 1975 požádali, aby se k nim na dva večery připojil na jevišti a zahrál s nimi superhit "All Right Now" z třetího alba skupiny Free. Na britském turné, které mělo začít 25 . dubna 1976 společným vystupováním se skupinou Back Street Crawler Paula Kossoffa, kdy měli vystupovat jako předkapela skupiny Bad Company na podpůrném turné pro jejich nové album Run With the Pack a uvést druhé album skupiny Back Street Crawler, ale tak jako několikrát za poslední roky, drogová závislost Paula Kossoffa přispěla ke zhoršení kytaristova zdraví a tak dne 19. března 1976 při letu z Los Angeles do New Yorku Paul Kossoff zemřel ve věku 25 let, na srdeční problémy spojené s užíváním drog.
Run With the Pack bylo první album Bad Company oceněné jako platinové.

## Obsazení

### Současná sestava
- Paul Rodgers – zpěv
- Simon Kirke – bicí
- Mick Ralphs – kytara
- Howard Lesse – kytara
- Todd Ronning – baskytara

### Bývalí členové
- Paul Rodgers – zpěv, piano, kytara (1973–1982, 1998, 2001, 2010–)
- Brian Howe – zpěv (1986–1995)
- Boz Burrell – baskytara (1973–1986, 1998)
- Steve Price – baskytara (1986–1992)
- Greg Dechert – klávesy (1986–1988)
- Felix Krish – baskytara (1992–1993)
- Rick Wills – baskytara (1993–1995, 2001)
- Dave Colwell – kytara (1993–2002)
- Robert Hart – zpěv (1995–1997)
- Jaz Lochrie – baskytara (2000–2002)
- Mark Wolfe – kytara, klávesy (2000–2002)

## Diskografie
- Bad Company (1974)
- Straight Shooter (1975)
- Run With the Pack (1976)
- Burnin' Sky (1977)
- Desolation Angels (1979)
- Rough Diamonds (1982)
- 10 from 6 (1985 kompilace)
- Fame and Fortune (1986)
- Dangerous Age (1988)
- Holy Water (1990)
- Here Comes Trouble (1992)
- What You Hear Is What You Get: The Best of Bad Company (1993 live album)
- Company of Strangers (1995)
- Stories Told & Untold (1996)
- The Original Bad Company Anthology (1999 kompilace)
- Merchants of Cool (2002 live CD/DVD)
- Inside Bad Company 1974-1982 DVD (2005)
- Bad Company 24k-gold (remastered, 2006)
- Live in Albuquerque 1976 (2006)

## Kompilace uvádějící Bad Company
- Highs Of The 70's, Vol I – 2006
- Harley-Davidson: Ride – 2005
- Friday Night Lights – 2004
- Wonderland – 2003
- Casey Kasem Presents America's Top Ten: The... – 2003
- Hot Guitar Licks: Guitar Rock – 2002
- Rock This – 2002
- You Will Be Rocked! – 2001
- Rolling Stone Presents Classic Rock – 2001
- Instant Party: '70s Rockadelic – 2001
- Rock Giants Vol. 1 – 1999
- Hard Rock Cafe: Party Classics – 1998
- Harley Davidson Road Songs Vol. 1 – 1998
- All Out Rock – 1998
- The Greatest Rock: All-Time Classics Vol. 1 – 1998
- The Greatest Rock: All-Time Classic Vol. 2 – 1998
- Chronicles of Rock – 1998
- Island 40th Anniversary Vol. 4: Electric Current – 1998
- Easyriders, Vol. 4 – 1998
- Stud Rock: Wild Ride – 1998
- Stud Rock: Rock Me – 1998
- Stud Rock: Heart Breakers – 1998
- 70's Hot Rock – 1998
- Feel The Buzz – No Pain – 1998
- Rock The Planet: 70's Super Groups 1 – 1998
- 70s Hit(s) Back – 1998
- The Number One's: Classic Rock – 1998
- Chart Toppers: Rock Hits Of The 70's – 1998
- The Rock Album Volume 2 – 1997
- Easyriders – 1997
- Hard Rock Cafe: Classic Rock – 1997
- Power Chords: Volume 2 – 1997
- Feel Like Makin' Love: Romantic.. – 1997
- The Power Of Rock – 1997
- G.I. Jane – 1997
- The Ultimate Rock 'N' Roll Collection – 1996
- Only Rock'N Roll 1975-1979:#1 Radio Hits – 1996
- Frat Rock: More Of The '70s – 1995
- 18 Screamers From The 70's – 1995
- Harley-Davidson.. – 1994
- 18 Rock Classics – 1994
- Harley-Davidson: Road Songs – 1994
- Hard Love – 1994
- Surf Ninjas – 1993
- Wayne's World 2 – 1993
- The Martell Foundation--The Ultimate Rock Album – 1992
- Atlantic Rock & Roll – 1991
- Guitar Rock Time-Life – 1990
- Best of Guitar Rock Time-Life – 1989
- Guitar Rock Super Groups Time-Life – 1989
- Best of Arena Rock – 1989